# Messeplatz (Basel)

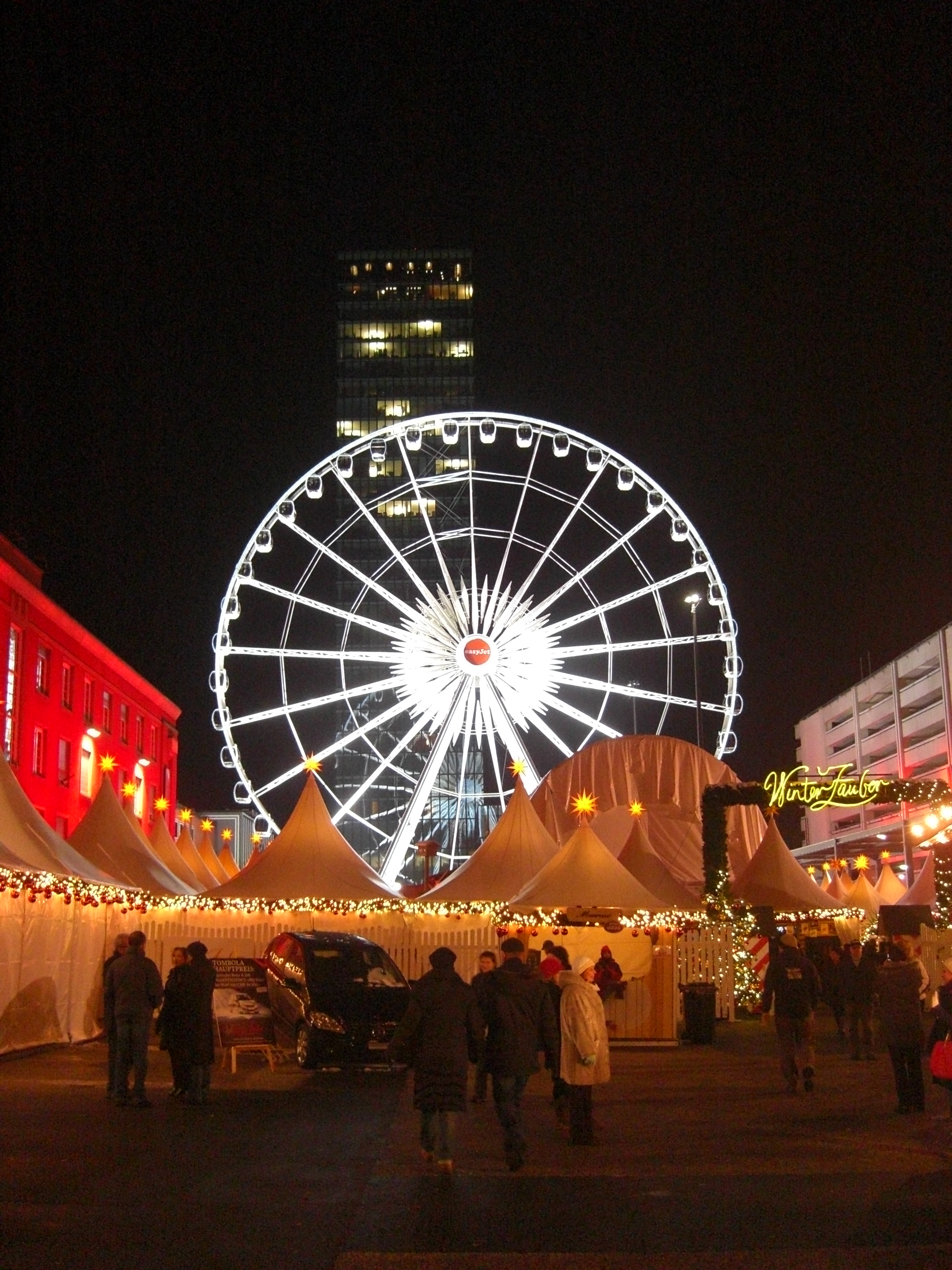
Messeplatz mit Riesenrad und Messeturm bei Nacht

Der Messeplatz liegt im Zentrum von Kleinbasel im Stadtteil Rosental der Stadt Basel. Er bildet das wirtschaftliche Zentrum von Kleinbasel, da sich an ihm die Hallen der Mustermesse Basel sowie an der östlichen Schmalseite der Messeturm Basel mit dem Hotel «Hyperion» (bis 2017 «Ramada Plaza») befinden. Turm und Hotel stehen an der Stelle des 2001 abgerissenen Hotels «Admiral». Bis zu seiner amtlichen Benennung im Jahre 1974 war der Messeplatz ein Teil der zur Mittleren Brücke führenden Clarastrasse. Heute bildet er den wichtigsten Knotenpunkt des öffentlichen Verkehrs zwischen Grossbasel einerseits und Riehen, dem Badischen Bahnhof und dem deutschen Grenzgebiet andererseits. An der Südseite des Platzes entlang führen Tramgleise vom Badischen Bahnhof Richtung Grossbasel.

## Geschichte
Bevor der Messeplatz zum Messeplatz wurde, diente er einem ganz anderen Zweck. Am 19. Februar 1855 nahmen die Großherzoglich Badischen Staatseisenbahnen (BadStB) ihre ab Mannheim via Heidelberg, Karlsruhe, Freiburg im Breisgau und Haltingen nach Basel führende Rheintalbahn in Betrieb. Trotz jahrelangen, zähen Verhandlungen mit den Basler-Behörden konnte auf dem vorgesehenen Bahnhofsstandplatz erst ein Holzprovisorium als Aufnahmegebäude erstellt werden. Am 1. Mai 1862 wurde der Badische Bahnhof eröffnet. Ein Jahr später erforderte der stark zunehmende Verkehr erste Erweiterungsarbeiten. 1892 wollten die Badische Staatseisenbahnen die Bahnhofsanlagen erweitern und gar zu einem Kopfbahnhof umbauen. Aber auch die Stadt Basel wuchs. Die weitere Entwicklung der um den Bahnhof liegenden Wohnquartiere wurde durch die Bahngleise behindert. Im März 1900 einigten sich die Parteien über die Verlegung des Bahnhofes zur Schwarzwaldallee. Am neuen Standort konnte der Badische Bahnhof II am 13. September 1913 eröffnet werden.
Am alten Standort wurden die Gleisanlagen abgebaut. Das Bahnhofsgebäude blieb noch über zehn Jahre stehen. Die damalige Bahnhofstrasse wurde in Riehenring umbenannt. Der freigewordene Platz um den alten Bahnhof wurde noch im selben Jahr für die Basler Herbstmesse und nach dem Ersten Weltkrieg für die Mustermesse genutzt. Das Bahnhofsgebäude diente als Fabrik- und Lagerhalle und wurde im Dezember 1923 abgebrochen. Ab ca. 1925 wurde das Areal als Mustermesse bezeichnet. 1926 erstellte die 1920 gegründete Genossenschaft Schweizer Mustermesse die erste definitive Messehalle. 
Seit 2001 ist die offizielle Bezeichnung Messeplatz. Die Tramhaltestelle befindet sich seit 2013 unter der City Lounge der neuen Halle 1. Der Messeplatz wird jährlich für die Basler Herbstmesse mitgenutzt. Während der Fussball-Europameisterschaft 2008 war der Platz eine zusätzliche Public-Viewing-Zone.

## Platz

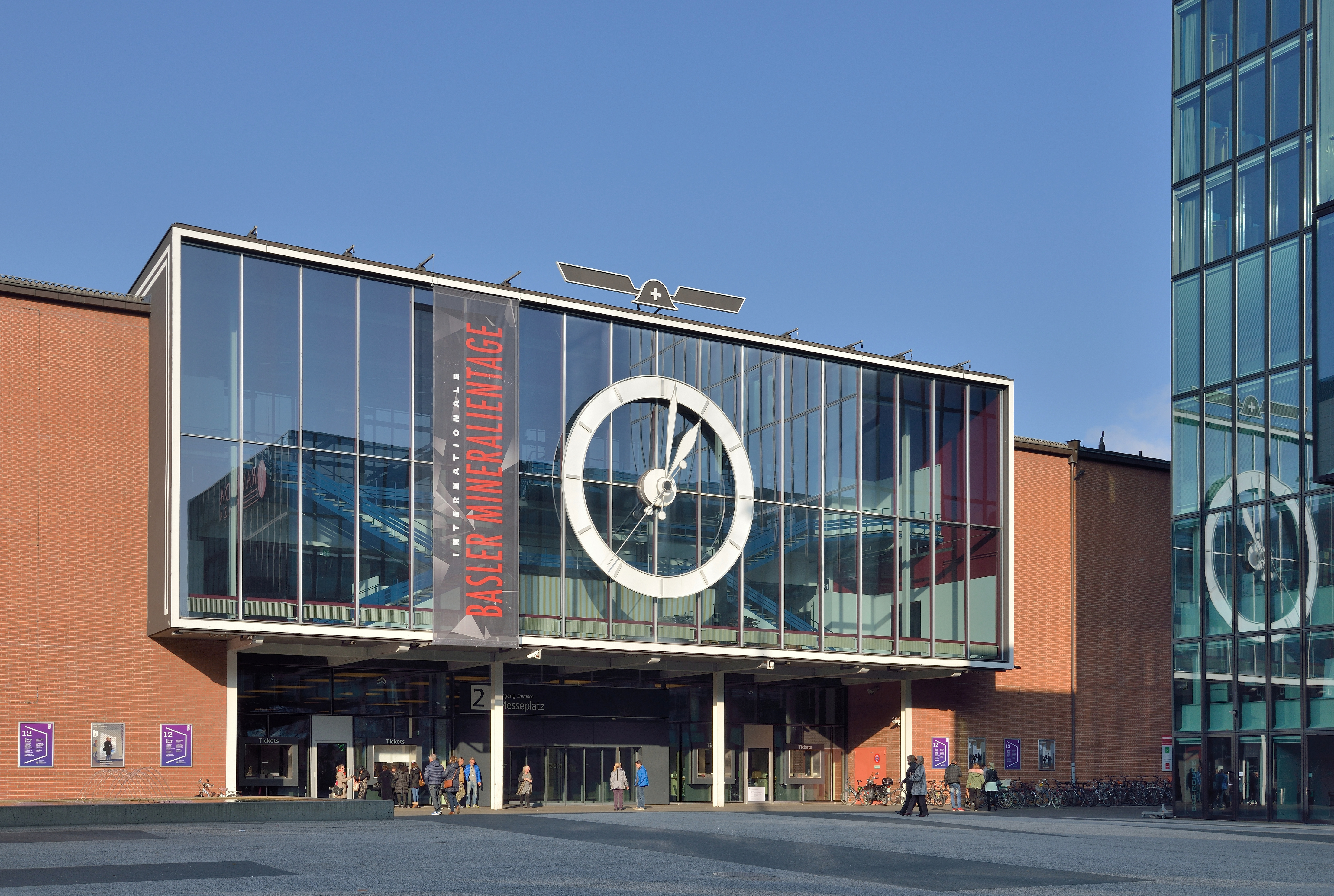
Wahrzeichen der Messe Basel

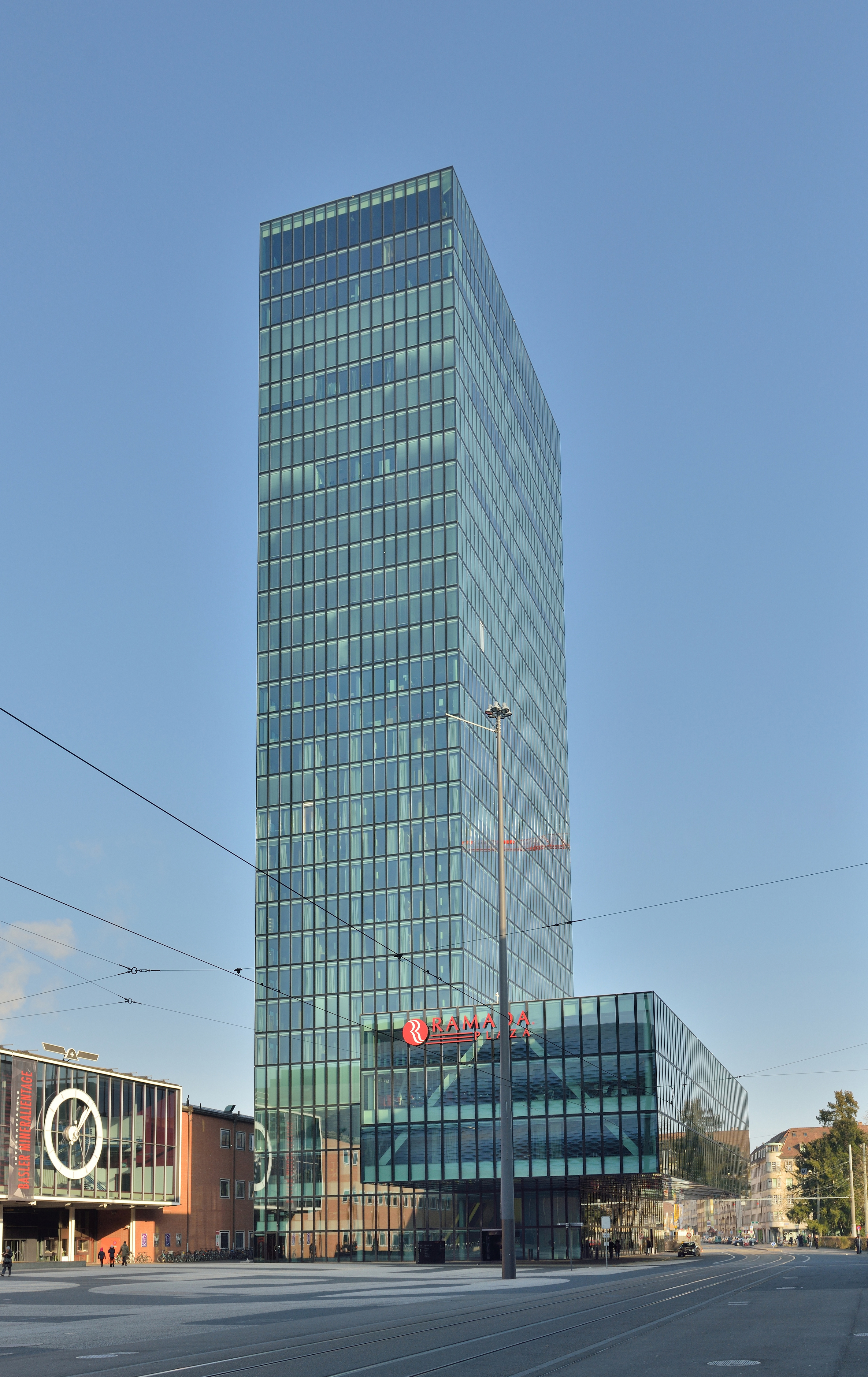
Messeturm neben der Halle 2

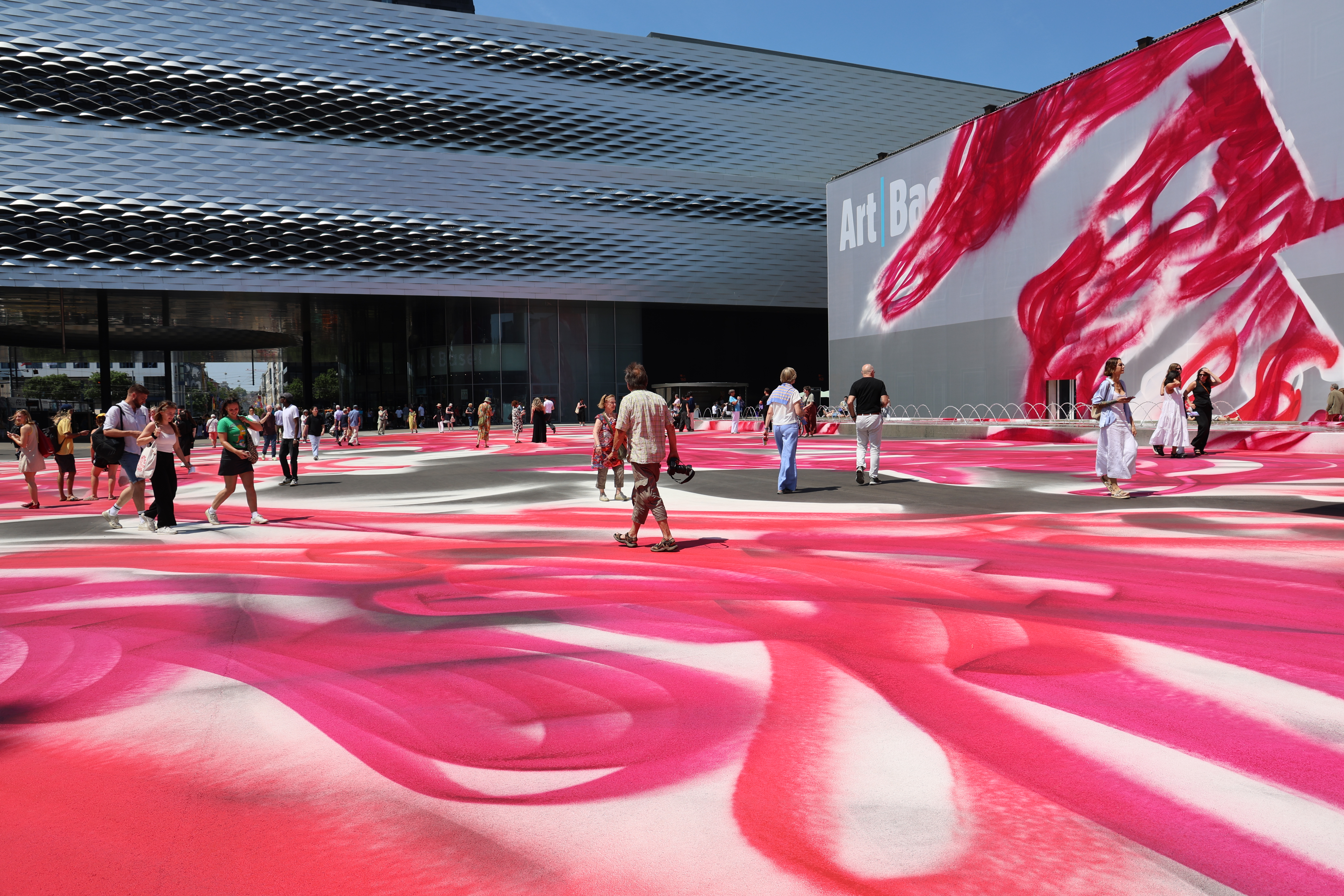
Installation CHOIR von Katharina Grosse während der Kunstmesse Art Basel 2025

Aus der Vogelschau ist zu erkennen, dass in riesigen weissen Buchstaben Messe Basel auf den Asphalt gemalt wurde.
Im Norden des Messeplatzes liegt das Wahrzeichen der Messe Basel: Die zwischen 1953 und 1954 erbaute Halle 2 mit der grossen Uhr an der Glasfassade und dem offenen, runden Innenhof. Vor der Halle liegt ein langgestrecktes rechteckiges Wasserbassin mit periodisch aufsteigenden Fontänen.
Am östlichen Ende steht der zwischen 2001 und 2003 erbaute Messeturm. Mit seinen 31 Stockwerken und den 105 Metern Höhe zählt er zu den höchsten bewohnbaren Gebäuden der Schweiz.
Am Süd/Ost Ende grenzt der Platz an die Rosentalanlage. Heute ist es eine Freifläche, auf der sich einst der 1890 geschlossene und bis 1914 vollständig geräumte „Rosentalgottesacker“ befand. Einzig die von Melchior Berri entworfene Abdankungskapelle ist aus jener Zeit erhalten geblieben und steht im Schatten alter Bäume. Heute gastieren auf der Rosentalanlage häufig Zirkusse; während der Herbstmesse wird die Anlage durch Fahrgeschäfte belegt.
Am Südrand des Platzes steht, zwischen Rosentalanlage und der neuen Messehalle 1, das 1974 erbaute Messeparkhaus mit 1'200 Parkplätzen.
An seinem Westrand wird der Messeplatz von der zwischen 2011 und 2013 nach Entwurf des Basler Architekturbüros Herzog & de Meuron errichteten neuen Messehalle 1 begrenzt. Die sogenannte City Lounge, mit einer kreisrunden Lichtöffnung in der Mitte überspannt den Durchgang auf den Messeplatz. Darunter befindet sich auch die Tramhaltestelle Messeplatz. Um den Neubau realisieren zu können, mussten die Messehalle 1 mit ihrem von 1924 bis 1926 durch Hermann Herter im Stil des Art déco errichteten Kopfbau, sowie die zwischen 1963 und 1965 erstellte Halle 3, abgerissen werden. Die neue Halle 1 verläuft nun ab der Riehenstrasse, dem Riehenring entlang, bis zur Maulbeerstrasse.